# Acanthodelta obliqua
Acanthodelta obliqua är en fjärilsart som beskrevs av Embrik Strand 1914. Acanthodelta obliqua ingår i släktet Acanthodelta och familjen nattflyn. Inga underarter finns listade i Catalogue of Life.